# 道の駅足寄湖

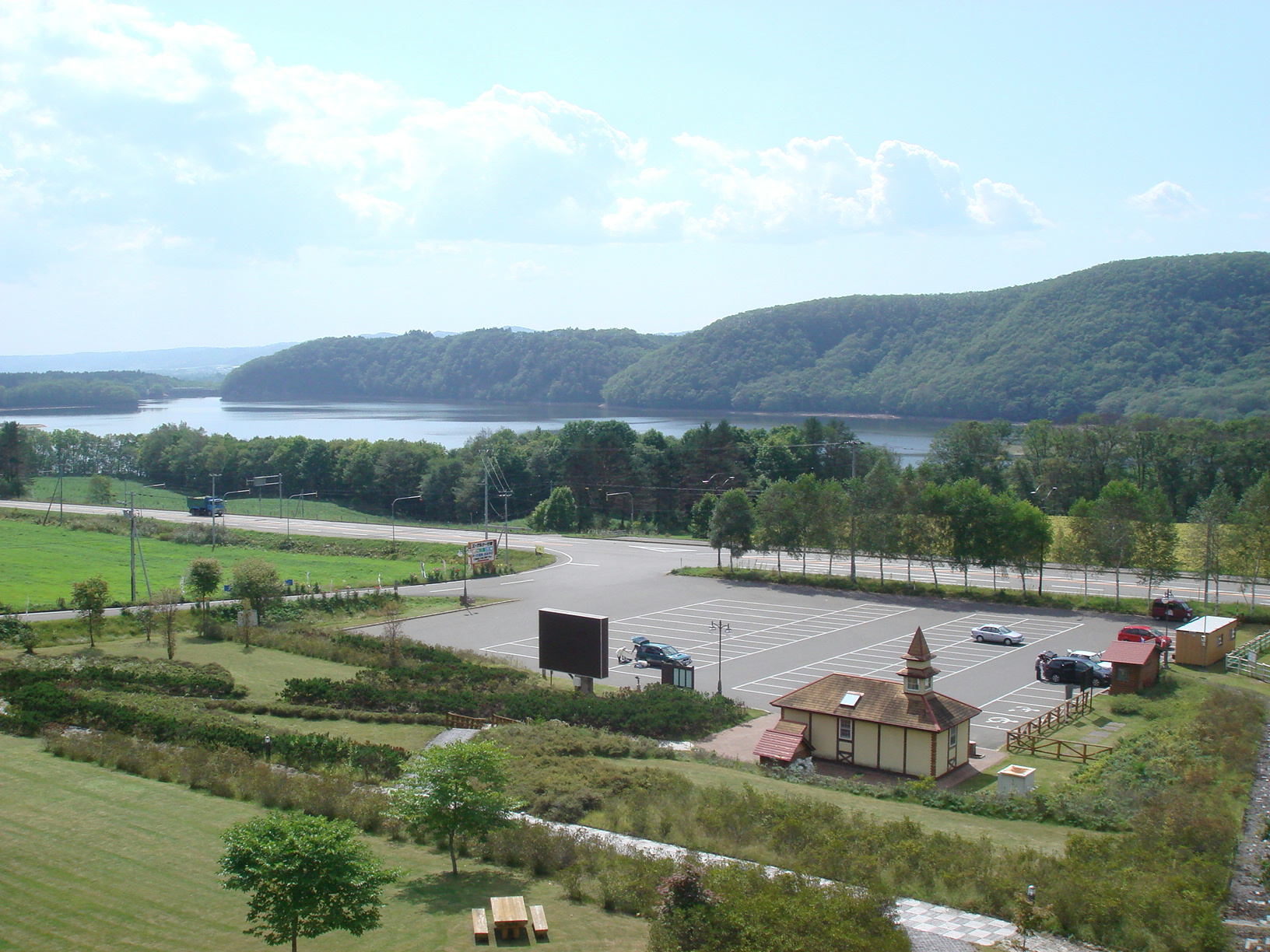
エーデルケーゼ館2階から見た足寄湖。手前は24時間利用可能のトイレ。ドッグランを併設する。

道の駅足寄湖（みちのえき あしょろこ）は、かつて北海道足寄郡足寄町中矢に所在した国道241号の道の駅である。

## 概要
北海道で最初に登録された道の駅の一つであり、チーズ工場「エーデルケーゼ館（“高貴なチーズ”の意）」を核として、工場見学やこの工場で製造されたチーズを味わうことが出来る喫茶店や売店があることで知られていた。
しかし、特産のチーズの販売不振が続き回復の見込みがないとして、運営していた「あしょろ農産公社」が事業を停止して解散することとなり、チーズの製造は2013年（平成25年）10月末で終了となった。
翌2014年に足寄町農業協同組合（JAあしょろ）がチーズ製造事業と道の駅の管理運営を引き継ぐ方針を決定し、新得町や幕別町でチーズ製造を行っていたチーズ職人を招聘しチーズ生産を再開した。
同年4月28日には前年11月から閉鎖状態だった道の駅の仮オープンも行ったが、その後売店、レストランは休業が続き、2016年7月からは駐車場横に小型のログハウスを設置し室内にスタンプラリー用スタンプや観光ポスターなどを配置して無人運営を行う形となり、本駅の関連商品は町内のもう1つの道の駅であり、市街に位置するあしょろ銀河ホール21内の直売所にて販売する形となった。
その後、道の駅としての機能はあしょろ銀河ホール21へ統合することとなり、足寄町から国土交通省へ登録抹消が届け出され、2022年（令和4年）1月31日付で登録抹消となった。北海道内の道の駅が登録抹消となるのは同日に抹消となったフォーレスト276大滝（伊達市）と共に初であった。

## 施設（閉業時）
- 駐車場
  - 普通車：68台
  - 大型車：10台
- トイレ（いずれも24時間利用可能）
  - 男：大 2器、小 4器
  - 女：5器
  - 身障者用：1器
- 公衆電話：1台
- 公衆FAX：1台
- ふれあい公園
- ドッグラン

このうち、ドッグラン・駐車場・トイレ等は登録抹消後も利用できる状態となっている。
過去の施設
- エーデルケーゼ館
  - 売店
  - あしょろ農産公社チーズ工場
  - 喫茶「ハイデ」
  - レストラン「メイプル」

## 休館日
- なし（無人駅のため24時間開放）

## アクセス
- 国道241号 - 登録路線

## 周辺
- 足寄動物化石博物館
- 芽登温泉